# 구보타 간이치로
구보타 간이치로(일본어: 久保田 貫一郎, 1902년 3월 2일 ~ 1977년 7월 14일)는 일본의 외교관이다. 구보타 망언으로 널리 알려졌다.

## 생애
일본 와카야마현 출신. 1924년 도쿄상과대학(히토쓰바시 대학의 전신)에 입학했다가 중퇴한 다음 외무성에 들어갔다. 외무성 재외 연구원으로 프랑스, 벨기에, 소련 등지에서 근무했으며 1939년부터 종전시까지 만주국 하얼빈 총영사, 외무성 정무국(政務局) 3과장, 사이공 총영사, 캄보디아 왕국의 최고 고문을 역임했다. 종전 후 1948년 홋카이도(北海道) 연락 사무국장에 이어 1953년의 한일 회담에서 일본측 수석대표로 출석했다. 같은 해 연말 주 멕시코 대사, 1958년 주 남베트남 대사로 부임해 일본과 베트남 공화국간 전쟁 피해 배상문제 교섭의 전권위원으로 협정을 타결지었다. 1962년 일본국제문제연구소 이사장을 지냈다.

## 같이 보기
- 한일기본조약